# Meniscomorpha yoventa
Meniscomorpha yoventa là một loài tò vò trong họ Ichneumonidae.